# Javier Díaz Sánchez
Javier "Javi" Díaz Sánchez (Mairena del Aljarafe, Sevilla, 15 de maig de 1997) és un futbolista professional andalús que juga com a porter per l'Inter Club d'Escaldes.

## Carrera de club
Díaz va representar el Sevilla FC en etapa juvenil. Va debutar com a sènior amb el Sevilla FC C el 3 d'abril de 2016, jugant com a titular en una derrota per 0–1 a fora a Tercera Divisió contra el CD Cabecense.
Al començament de la temporada 2018–19, Díaz fou promocionat al Sevilla Atlético a Segona Divisió B. Va debutar amb el primer equip – i a La Liga – el 31 de març de 2019, jugant com a titular en una derrota a casa per 0–1 contra el València CF; el debut fou a causa que el titular Tomáš Vaclík estava lesionat, i el suplent Juan Soriano sancionat.

### Tenerife
El 7 de juliol de 2022, Díaz va signar un contracte de tres anys amb el club de Segona Divisió CD Tenerife. El 28 de juliol de l'any següent, després de ser només suplent de Soriano, va ser cedit al CF Fuenlabrada de la Primera Federació durant un any.
El 16 de juliol de 2024, després de jugar només un partit de lliga amb el Fuenla, Díaz va rescindir la seva vinculació amb el Tenerife.

## Estadístiques
A 31 març 2019
| Club          | Temporada     | Lliga         | Lliga | Lliga | Copa  | Copa | Lliga Cup | Lliga Cup | Europa | Europa | Altres | Altres | Total | Total |
| Club          | Temporada     | Divisió       | Part. | Gols  | Part. | Gols | Part.     | Gols      | Part.  | Gols   | Part.  | Gols   | Part. | Gols  |
| ------------- | ------------- | ------------- | ----- | ----- | ----- | ---- | --------- | --------- | ------ | ------ | ------ | ------ | ----- | ----- |
| Sevilla FC    | 2018–19       | La Liga       | 1     | 0     | 0     | 0    | 0         | 0         | 0      | 0      | —      | —      | 1     | 0     |
| Sevilla FC    | 2019–20       | La Liga       | 0     | 0     | 0     | 0    | 0         | 0         | 0      | 0      | —      | —      | 0     | 0     |
| Total carrera | Total carrera | Total carrera | 1     | 0     | 0     | 0    | 0         | 0         | 0      | 0      | 0      | 0      | 1     | 0     |